# 聂荣贵
聂荣贵（1932年—），重庆江津人，中华人民共和国政治人物。

## 生平
1963年，历任中共永川县委副书记、书记。1982年，任中共四川省委副书记。1987年，调任中共云南省委副书记。1993年，任四川省政协主席。